# Heliocentrični model
Heliocéntrični modél je v astronomiji model Osončja, v katerem je gravitacijsko središče Sonce. Teoriji in nazoru rečemo tudi heliocentrízem. Beseda izhaja iz starogrščine, kjer starogrško ηλιος: Helios pomeni sonce, starogrško κέντρον: kéntron pa središče. Zgodovinsko se heliocentrični model razlikuje od geocentričnega modela in sodobnega geocentrizma, kjer je v središču mišljena Zemlja.

## Zgodovina odkritja
Za vsakogar, ki gleda proti nebu se zdi da Zemlja miruje in da se vse zavrti okoli nje v enem dnevu. V daljšem časovnem obdobju lahko zapazi, da je gibanje bolj zapleteno. Sonce počasneje navidezno opiše krožnico. Tudi planeti se navidezno gibljejo podobno, vendar se gibljejo tudi vzvratno. Ker so ta gibanja z razumevanjem vse bolj zapletena, zahtevajo tudi vse boljši opis. Od teh opisov je bil najbolj znan Ptolemejev model iz 2. stoletja.
Proti-intuitivno zamisel, da se dejansko vrti Zemlja in da je Sonce središče Osončja, je prvi predlagal indijski učenjak in mislec Sage Jadžnavalkja, ki je verjetno živel okoli leta 1800 pr. n. št. v severnoindijskem kraljestvu Mithila. V delu Brahmane sto in ene poti (Šatapatha Brahmana), katerega avtor je po vsej verjetnosti, je Jadžnavalkja opisal Zemljo kot kroglo in Sonce kot »središče krogel«. Na podlagi tega modela, so natančno izmerili razdalji od Zemlje do Sonca in Lune, ki sta 108-krat večji od premerov teh nebesnih teles, kar je blizu sodobnim merjenjem 107,6 za Sonce in 110,6 za Luno. Koledar, ki je opisan v tem delu, odgovarja povprečnemu tropskemu letu 365,2467 dni, kar je le 6 minut dlje od sodobne vrednosti 365,2422 dni.

### Starogrška odkritja
Filolaj iz Krotona si je v 5. stoletju pr. n. št. med prvimi zamislil takšen model in kroženje Zemlje okoli Sonca. Sonce si je predstavljal kot steklen kolut, ki zrcali svetlobo Vesolja. Nanj je verjetno vplival Pitagora s svojimi teorijami o nebesni krogli. Tudi pitagorejec Hiket iz Sirakuz je, kakor Ekfant in Heraklit Pontski, trdil, da Venera in Merkur krožita okoli Sonca. Na to zamisel so prišli verjetno, ker so pravilno razlagali rezultate svojih opazovanj, saj planeta precej očitno kažeta, da se vrtita okoli Sonca, ker se od njega nikoli ne oddaljita preveč. Težko rečemo, da je Heraklit Pontski predhodnik heliocentričnega modela. Heraklit je okoli leta 345 pr. n. št. oživil in nadaljeval Filolajevo domnevo o središčnem ognju, češ da okrog njega Sonce in Zemlja krožita tako, da si stojita vselej nasproti. Misel o središčnem ognju je opustil in je kot Filolaj menil, da se Zemlja preprosto vrti okoli svoje osi, kakor menimo tudi mi danes. Verjetno je Heraklit vplival na Aristarha. kot plašena ženska
Platon je ocenil Zemljin obseg na 400.000 stadijev, kar da z današnjimi enotami 74.000 km, pri srednjem atiškem stadiju 185 m.
Aristotel je v drugi knjigi svojega dela O nebesnem svodu (De Caelo) predlagal zamisel takšnega modela, a jo je zavrgel, ker ni bil zmožen opaziti rahlega kroženja zvezd (sedaj imenovanega paralaksa). Ni pa se zavedal, da je oddaljenost zvezd tolikšna, da je s prostim očesom ni možno zaznati. V tem delu je Aristotel zapisal: »V središču, so (pitagorejci) rekli, da leži ogenj in da je Zemlja ena od zvezd. Noč in dan nastajata zaradi njenega krožnega gibanja okoli središča.« Aristotel večinoma ni opravljal meritev, tako da so njegova razmišljanja bolj spekulativna. Razlog, da so pitagorejci v središče postavili ogenj, je bil le filozofski, in ni temeljil na znanosti, temveč na grških klasičnih elementih. Po mišljenju pitagorejcev je bil ogenj žlahtnejši kot zemlja in je bil zaradi tega v središču. Središčni ogenj ni Sonce. Pitagorejci so verjeli, da kroži Sonce skupaj z vsemi drugimi telesi okoli središčnega ognja. Aristotel je opustil to mišljenje in je predlagal geocentrično sliko.
Tudi Aristarh s Samosa je bil med prvimi zagovorniki heliocentričnega modela. Do njegovega časa je bila znana velikost Zemljinega obsega, ki jo je okoli leta 240 pr. n. št. dokaj natančno izračunal Eratosten (250.000 stadijev, 42.000 km). Aristarh je sam izmeril velikost in razdaljo Lune in Sonca. Njegove vrednosti za Luno so bile dokaj natančne (obseg 14.000 km), vrednosti za Sonce pa prevelike, vendar dobre za resen začetek. Kakor je predlagalo več ljudi, je verjetno menil, da je bolj smiselno da se giblje manjša Zemlja, kot pa velikansko Sonce.
Aristarhovo izvirno delo o heliocentričnem modelu se ni ohranilo in ga poznamo le prek zapisov drugih. Vendar je, kakor zgleda, razumel problem zvezdne paralakse: če Zemlja pri kroženju okoli Sonca prepotuje velike razdalje, bi morali opaziti relativno gibanje bližnjih zvezd glede na bolj oddaljene. Podobno se pri našem potovanju bližnji hribi gibljejo relativno glede na oddaljene gore. Aristarh je pojasnil, da paralakse ni zaznati, ker so zvezde zelo daleč: krogla nepomičnih zvezd je glede na Zemljino tirnico v enakem razmerju kot njeno površje glede na njeno središče. Zaradi tega bodo zvezde ležale v neskončnosti. Ne vemo ali je to mislil dobesedno ali je imel v mislil izjemno veliko razmerje. Na koncu se je njegova razlaga izkazala za pravilno, saj so razdalje do zvezd res končne. Paralakso zvezd je prvi odkril nemški astronom in matematik Friedrich Wilhelm Bessel leta 1838.
Aristarhov heliocentrični model je preučil Arhimed v svojem delu Peščeni račun (De Arenae Numero). Arhimed je hotel s tem delom pokazati, da lahko celo zelo velika števila, kot je na primer število zrnc peska, ki bi napolnilo Vesolje, izrazimo matematično in jih ni treba obravnavati nedoločeno kot »neskončne«. V ta namen je Arhimed vzel največji obstoječi model Vesolja, ki je bil tedaj Aristarhov, in z njim izračunal število zrnc. Arhimed je tako pokazal da je matematično brezpredmetno govoriti o razmerju med površino krogle in njenim središčem, saj je brez številske vrednosti. Privzel je podobno kot Aristarh, da je razmerje med razdaljo do nepomičnih zvezd in Zemljino tirnico enako kot je njena tirnica v razmerju z njeno velikostjo. V takšnih pogojih bi bilo nemogoče opaziti paralakso zvezd, kar je bilo tudi res. To kaže na to, da so problem paralakse zvezd dobro razumeli, čeprav ni povedal nič o tem ali se Zemlja res giblje. Arhimed je v tem delu navedel tudi vrednost Zemljinega obsega 300.000 stadijev, z današnjimi enotami 55.500 km, z napako +15.426 km, kar je seveda prehuda ocena, vsaj glede na natančno Eratostenovo meritev.
Hiparh, eden najplodnejših starogrških astronomov, je zavračal heliocentrični model ne zato, ker bi premalo poznal gibanja nebesnih teles, temveč predvsem zaradi njihove zapletenosti, saj se je od vseh najbolj poglobil v njihova gibanja in je naletel na večje težave pri opisovanju, zato je lahko z geocentričnim modelom na enostavnejši način pojasnil veliko opazovanih dejstev. Skupaj s Klavdijem Ptolemejem je opustil Heraklitovo misel, ki je oživil in nadaljeval Filolajevo domnevo o središčnem ognju in prazemlji, češ da okrog njega Sonce, Zemlja in skrivnostna prazemlja ali protizemlja krožijo tako, da si stojita Sonce in Zemlja vselej nasproti. Heraklit je misel o središčnem ognju opustil in je menil, da se Zemlja preprosto vrti okoli svoje osi, kakor menimo tudi mi danes. Glavni razlog, da sta Hiparh in Ptolemej Heraklitovo misel zavračala, je bil, da bi, če se Zemlja res vrti, telo, ki ga vržemo v zrak, zaostajalo. Hiparh je vzstrajal pri geocentričnem modelu kot pri kroženju. Zagotavljal je, da se Sonce giblje enakomerno po krogu in s tem enostavno privzel Platonovo in Aristotelovo avtoritativno gledanje. Dostavil je, da Zemlja ni v središču tega kroga, ampak je ekscenter premaknjen iz središča. Dopuščal je tudi na drugi strani, da je Zemlja vseeno v središču gibanja in da se Sonce vrti še po dodatnem majhnem epiciklu, kar je povzel po podatkih in zamislih grškega matematika Apolonija. Zmanjšal je število nebesnih krogel na 7, eno za vsak planet. Vsak posamezni planet pa ni bil del krogle. Bil je del manjše krogle in središče te manjše krogle je bilo na glavni krogli. Gibanje planeta po manjši krogli je opisovalo krog, prav tako pa je središče manjše krogle opisovalo krog, ki se je gibalo po večji krogli. Velika krogla je bila deferent, manjša pa epicikel. S tem, da je prilagodil hitrosti obeh krogel in po potrebi dodajal nove, manjše epicikle, je posnemal gibanje planetov. Za lažjo predstavo je vpeljal še pojem ekscentrov, kjer se planet ni gibal okoli središča Zemlje, ampak okoli namišljene točke v prostoru, ki je blizu njenega središča. In tudi ta točka je krožila okoli središča Zemlje. Takšno misel je zaradi zapletenosti Lunine poti opustil in ostal pri izsrednem položaju Zemlje.
Precej tega, kar vsebuje Ptolemejev astronomski zbornik Almagest, lahko poleg kaldejskih astronomov pripišemo Hiparhu, posebno uporabo izsrednih krogov in dodatnih epiciklov, s katerimi lahko precej dobro pojasnimo gibanje Sonca, Lune in planetov. Aristarhovo teorijo je tako kot Ptolemej Hiparh zavračal predvsem zaradi težav pri opisovanju gibanja Lune in zaradi tega, ker bi, če Zemlja res kroži okoli Sonca, zvezde čez leto spreminjale svojo lego. Ker ni opazil spremembe leg zvezd, je sodil, da je Aristarhova misel napačna, vendar je s tem posredno napovedal paralakso. Mogoče je tudi, da Aristarhove teorije preprosto niso marali, čeprav je bila preprostejša od Hiparhove. Vendar se je Hiparh od vseh, precej pred Nikolajem Kopernikomom in Johannesom Keplerjem najbolj približal resnični sliki in je bil skupaj s Ptolemejem že zelo blizu eliptičnega opisa gibanja teles. Pred Kopernikom in Keplerjem sta ju v opisovanju gibanja planetov dosegla samo Āryabhata I. in Nasir at-Tusi.

### Preporod
Indijski matematik in astronom Āryabhata I. je v svojem matematičnem delu Āryabhatīja v štirih delih predlagal heliocentrično sliko, kjer je smatral, da se Zemlja vrti okoli svoje osi, obhodne dobe planetov pa so dane glede na nepomično Sonce. Odkril je, da Luna in planeti odbijajo svetlobo s Sonca, ter da so tirnice planetov elipse. V tem izsrednem eliptičnem modelu gibanja planetov je uspel izračunati veliko astronomskih konstant, kot so časi Sončevih in Luninih mrkov ali trenutno gibanje Lune, izraženo z diferencialno enačbo. Āryabhata je za Eratostenom in Posidonijem izračunal tudi Zemljin obseg, ter dobil vrednost 39.963 km, natančno na 0,3 %, z napako -111 km. Udžainski matematik in astronom Bhaskara je razširil Āryabhatov heliocentrični model v svoji razpravi Kronanje sistema (Siddhata'ciromani) iz leta 1150. Tu je omenil gravitacijski zakon. Odkril je, da planeti ne krožijo okoli Sonca s stalno hitrostjo in, podobno kot Āryabhata, natančno izračunal več astronomskih podatkov.
Več stoletij je heliocentrični model v Evropi nasprotoval pogledu zdrave pameti, da če se Zemlja vrti in kroži okoli Sonca, bi ljudje in predmeti padali ali bi jih celo odneslo v vesoljski prostor. Telo bi pri prostem padu s stolpa padlo za stolpom, saj se tudi stolp vrti skupaj z Zemljo. Da bi ovrgli takšne poglede, je bilo nujno še bolje preučiti fizikalne pojave povezane s tem.
Postavitelj sodobne teorije je Nikolaj Kopernik, ko je leta 1543 zapisal svoje izsledke v svoji znameniti knjigi Knjiga kroženj (De revolutionibus orbium coelestium). Morda so nanj vplivale Āryabhatove zamisli. Kopernik je oživil heliocentrični model s tedaj znanimi astronomskimi opazovanji, pri katerih je sam dolgo časa tvorno sodeloval. Njegova teorija je razrešila problem vzvratnega gibanja planetov v tem, da je le navidezno, podobno kot paralaksa. Problem je za notranja spodnja planeta Merkur in Venero rešil že tudi Brahov model. Čeprav je de Brahov model napačen, so njegova natančna astronomska merjenja po smrti koristila Keplerju za odkritje svojih 3. zakonov za gibanje edinega notranjega zgornjega planeta Marsa in ostalih planetov, saj je bil Kepler de Brahov pomočnik od leta 1600 do de Brahove smrti. Kopernik se je navezoval na zgodnejše delo Āryabhate I., kakor tudi delo arabskega astronoma Ibna aš-Šatirja in perzijskega znanstvenika Nasirja at-Tusija.

## Versko zavračanje sistema
Že od samega začetka so zamisel zavračale vse vrste religij. Predvsem zaradi dejstva, da po tem modelu Zemlja ni več v središču Vesolja ampak je Sonce.
Rimskokatoliška cerkev je zaradi zagovarjanja heliocentričnega modela leta 1600 v Rimu javno sežgala Giordana Bruna. Bruno je v načelu sprejemal Kopernikov model, ki je nastal okoli pol stoletja prej. Kopernik je svoj model omejeval na Osončje, Bruno pa je miselnost razširil na celotno Vesolje, ki je neskončno veliko. Po Korperniku je Osončje obdano s kroglo nepremičnih zvezd, Bruno pa je v vseh zvezdah videl sonca, ki imajo svoje planete, naseljene z živimi bitji kot Zemlja. Bruno je poudarjal, da Zemlja in naše Sonce nista središčni vesoljski telesi.